# تپه کورمیش بالا
تپه کورمیش بالا مربوط به هزاره اول قبل از میلاد است و در شهرستان مهدیشهر، ۸ کیلومتری شمال‌شرقی روستای فولاد محله واقع شده و این اثر در تاریخ ۵ آذر ۱۳۸۰ با شمارهٔ ثبت ۴۴۳۸ به‌عنوان یکی از آثار ملی ایران به ثبت رسیده است.